# Lingadhalli, Gangawati
Lingadhalli là một làng thuộc tehsil Gangawati, huyện Koppal, bang Karnataka, Ấn Độ.